# Cserénfa
Cserénfa là một thị trấn thuộc hạt Somogy, Hungary. Thị trấn này có diện tích 17,75 km², dân số năm 2010 là 203 người, mật độ 11 người/km².